# Photinia lindleyana
Photinia lindleyana är en rosväxtart som beskrevs av Robert Wight och Arn.. Photinia lindleyana ingår i släktet Photinia och familjen rosväxter.

## Underarter
Arten delas in i följande underarter:
- P. l. yunnanensis
- P. l. tomentosa